# 宇野精一
宇野 精一（うの せいいち、1910年〈明治43年〉12月5日 - 2008年〈平成20年〉1月7日）は、日本の儒学者・中国哲学研究者・国語学者。

## 紹介
学位は、文学博士（東京大学・論文博士・1955年）。東京大学名誉教授。尚絅大学名誉学長。國語問題協議會名誉会長。斯文会理事長、日本中国学会理事長、日本会議顧問、スパイ防止法制定促進国民会議議長、世界平和教授アカデミー常任理事、国際勝共連合代表世話人、全国勝共教授団副会長などを歴任。

## 経歴
1910年（明治43年）、宇野哲人の長男として東京に生まれる。1923年（大正12年）に東京高等師範学校附属小学校（現・筑波大学附属小学校）卒業。1928年（昭和3年）に東京高等師範学校附属中学校（現・筑波大学附属中学校・高等学校）卒業。第一高等学校を経て、1934年（昭和9年）に東京帝国大学文学部支那哲学支那文学科卒業、同大学院に進学。
同大学院を出た後、東方文化学院東京研究所助手、東京高等師範学校教授、東京大学助教授を経て、1955年（昭和30年）に東京大学教授、同年に論文「先秦礼思想の研究」で文学博士（東京大学）の学位を取得。1971年（昭和46年）東京大学を定年退官し、東京大学名誉教授となる。以後、二松学舎大学教授、二松学舎大学東洋学研究所所長などを務めた。
1983年（昭和58年）、叙勲三等授旭日中綬章。2008年（平成20年）1月7日に死去。享年97。

## 人物
- 父の宇野哲人を筆頭とする学者一家（「書香の家」）の人物として知られる[12]。父と同様に皇室とゆかりを持ち、進講も務めた[13]。
- 赤塚忠と並ぶ、戦後の東京大学における中国哲学研究の中心人物に位置づけられる[14]。
- 研究活動だけでなく、国語国字問題などに関する言論活動でも知られる[2]。GHQの主導で行われた国語改革に一貫して反対する立場をとり、戦前の漢字・仮名遣いの活用を呼びかけた[13]。1959年（昭和34年）、小汀利得、福田恆存らとともに國語問題協議會を設立し、会長を務めた。
- 1949年に日本中国学会が設立された際、会名を「日本中国学会」と「日本支那学会」のどちらにするかで議論が起こり、宇野らは「日本支那学会」を支持したが、多数決で「日本中国学会」に決まった[15]。1967年から翌年には同会の理事長を務めた[4]。
- 1970年代には、英霊にこたえる会・日本を守る国民会議などの設立に携わり[16][17]、元号法制化運動を推進した[18]。後継団体の日本会議幹部の椛島有三、衛藤晟一、百地章は事実上の門下生で、晩年は日本会議の顧問を務めた[5]。

- 1989年の平成改元における最終候補三案の一つ「正化」の考案者だったことを、2005年に公言した[13]。「正化」に込めた意味としては、「戦後の乱れた世を正す時代になって欲しかった」と述べている[13]。

### 統一教会との関係
- 宇野は統一教会の関連団体「世界平和教授アカデミー」の常任理事を務めていた[7][8]。また、統一教会の関連団体「国際勝共連合」の代表世話人、全国勝共教授団副会長、東京教授団会長、統一教会の関連団体「教科書正常化国民会議」のメンバーだった[9][10]。
- 東京教育懇話会は1965年、家永三郎らによる家永教科書裁判が起きると、教科書問題協議会を設立した[19][20]。協議会の発起人は宇野をはじめ18人で、この中には統一教会幹部の松下正敏が含まれていた[19][20]。

- 1970年9月20日に統一教会の関連団体「国際勝共連合」は東京の日本武道館でWACL(世界反共連盟)世界大会を開催した[21][22][23][24]。WACL日本大会総裁は笹川良一、大会推進委員長は岸信介、推進委員会顧問には石井光太郎、青木一雄、安倍源基、賀屋興宣、川島正次郎、灘尾弘吉、神川彦松、御手洗辰雄、安岡正篤、推進委員には安西愛子、石原慎太郎、宇野精一などだった[21][22]。推進団体は勝共連合、神社本庁、日本郷友連盟などだった[21][22]。大会では佐藤栄作首相(当時)、川島正次郎自民党副総裁、田中角栄自民党幹事長、福田赳夫大蔵大臣、秦野章らのメッセージが読み上げられた[23][24]。

- 1979年2月24日、統一教会の関連団体「国際勝共連合」と自民党の国防関係国会議員が中心となり、「スパイ防止法制定促進国民会議」が設立された[25][26][27][28]。呼びかけ人は宇野、木内信胤、朝比奈宗源、郷司浩平、宝井馬琴、三輪知雄の6人。宇野は同団体の議長も務めた[6]。サンケイ会館で設立発起人総会が開かれ、発起人には、久保木修己(統一教会の日本の初代会長)、松下正寿(統一教会幹部)、世界日報社社長の石井光治、中外日報社社長の本間昭之助らが名を連ねた[25]。勝共連合は同団体に1億6000万円を寄付した[29]。
- 1987年12月に国際勝共連合が出版した本「私のみた勝共運動:各界有識者70人の証言」に、宇野は「私の見た共産主義勢力」という記事を寄稿した[30]。

## 家族・親族
- 父 - 宇野哲人（中国思想研究）
- 長男 - 宇野茂彦（中国思想研究）
- 弟 - 貫達人（歴史学者）
- 弟 - 宇野義方（国語学者）
- 弟の息子 - 宇野直人（中国文学者）[31]

## 著書
- 『儒教概説』 日月社、1948年
  - 『儒教思想』 講談社学術文庫、1984年、ISBN 4061586572
- 『中国古典学の展開』 北隆館、1949年
- 『新釈孟子全講』 学燈社、1959年
- 『中国の知恵 孟子のことば 性善的人生観』 黎明書房、1966年
- 『明解孟子』 明治書院、1972年
- 『論語と日本の政治』 明治書院、2002年
- 『宇野精一著作集』 明治書院（全6巻）、1986年-1990年
  1. 儒教概説・東洋哲学史ほか - 巻末に年譜・著作目録
  2. 中国古典学の展開ほか
  3. 孟子 研究篇・評釈篇
  4. 支那哲学研究方法論ほか
  5. 随筆・回想・紀行ほか
  6. 國語國字問題・教育問題ほか

## 訳書
- 『小学 新釈漢文大系3』 明治書院、1965年。朱熹による儒教（朱子学）の修身書
- 『孟子 全釈漢文大系2』 集英社、1973年、再版1981年
  - 『孟子 全訳注』講談社学術文庫、2019年。弟子による改訂版
- 『顔氏家訓』 明徳出版社〈中国古典新書〉、1982年。編訳版
- 『忘憂清楽集』 講談社、1983年、新装版2004年、解説呉清源
- 『孔子家語 新釈漢文大系53』 明治書院、1996年
  - 『孔子家語 新書漢文大系27』 明治書院、2004年。編訳版・古橋紀宏編

## 編著
- 『歴史教育と教科書論争 亡国の論理を衝く』 日本教文社、1968年
- 『戦後教育太平記 偏向の教科書裁判・日教組・教育現場の実証』 日本教文社、1971年
- 『講座 東洋思想』（全10巻）、東京大学出版会、1975-1980年
- 『孫文から李登輝へ 日華80年の軌跡』 早稲田出版、1992年。ISBN 4898271359
- 『書香の家　宇野精一博士米寿記念対談集』 石川忠久編、明治書院、1997年

石川から宇野へのインタビューを通じた回想録。巻末に刊行年までの年譜を収録。
- 宇野哲人『清国文明記』講談社学術文庫、2006年。編・解説
他に編集委員で、複数の漢和辞典類の編纂監修を行っている。

### 選者
- 『平成新選百人一首』（正仮名（歴史的仮名遣い）、正漢字（旧字）版） 
橋本喜典、萩野貞樹、阿川佐和子、石井好子、佐佐木幸綱、篠弘、津川雅彦、米長邦雄、茂木友三郎 明成社、2002年 ISBN 978-4944219124
- 『平成新選百人一首』（新カナ、新漢字版）
橋本喜典、萩野貞樹、阿川佐和子、石井好子、佐佐木幸綱、篠弘、津川雅彦、米長邦雄、茂木友三郎 文藝春秋、2002年 ISBN 978-4163582801
- 『平成新選百人一首カルタ』（正仮名（歴史的仮名遣い）、正漢字(旧字)版））
橋本喜典、萩野貞樹、阿川佐和子、石井好子、佐佐木幸綱、篠弘、津川雅彦、米長邦雄、茂木友三郎 明成社、2002年 ISBN 978-4944219148